# Herman Leo Van Breda
Herman Leo Van Breda (bürgerliche Name Leo Marie Karel; * 28. Februar 1911 in Lier; † 4. März 1974 in Löwen) war Franziskaner, Philosoph und Begründer des Husserl-Archivs in Löwen.

## Leben
Nach dem Eintritt in den Franziskanerorden erhielt Leo Marie Karel den Ordensnamen Hermanus. Am 19. August 1934 wurde er zum Priester geweiht. Ab 1936 studierte er Philosophie an der Université catholique de Louvain (heute Katholieke Universiteit Leuven). Weil er mit einer Dissertation über Edmund Husserl promovieren wollte, besuchte er im Sommer 1938 Husserls Witwe in Freiburg im Breisgau. Bei diesem Besuch erkannte Van Breda die historische Bedeutung des umfangreichen Nachlasses sowie dessen Gefährdung durch das nationalsozialistische Regime.
Van Breda erlangte von der belgischen Botschaft in Berlin eine Deklarierung als Diplomatengepäck. Hierbei war ihm der damalige Ministerpräsident Paul-Henri Spaak behilflich. Durch die Deklarierung war der Inhalt vor dem Zugriff der deutschen Behörden an der deutsch-belgischen Grenze geschützt. Insgesamt brachte Van Breda folgende Sachen aus dem Nachlass nach Leuven: 4700 Bücher aus der Privatbibliothek, 10.000 transkribierte Manuskriptseiten, sämtliche Brief- und Tagebuchaufzeichnungen, 40.000 stenografierte Seiten Vorlesungstexte, nicht zur Veröffentlichung bestimmte Aufzeichnungen und Buchmanuskripte. Im Jahr 1939 gründete Van Breda in Leuven das Husserl-Archiv, an dem er bis zu seinem Tod tätig war. 1941 wurde er mit seiner Arbeit über Husserls phänomenologische Reduktion promoviert. Van Breda ist es zu verdanken, dass Husserls Nachlass vor dem Zugriff der Nationalsozialisten gerettet wurde.

## Ehrungen
- 1960: Verdienstkreuz 1. Klasse der Bundesrepublik Deutschland

## Veröffentlichungen
- Cultuurphilosophie. Warny, Leuven 1943
- Geschichte des Husserl-Archivs Leuven. History of the Husserl-Archives Leuven. Gemeinsam mit Thomas Vongehr. Geleitwort Rudolf Bernet. Springer, Berlin 2007, ISBN 978-1-402-05726-7.